# David S. Goyer
David Samuel Goyer, född 22 december 1965 i Ann Arbor, Michigan, USA,  är en amerikansk regissör, manusförfattare och filmproducent.

## Filmografi (urval)

### Filmer
- 1990 – Death Warrant (manus)
- 1991 – Kickboxer 2 (manus och producent)
- 1992 – Demonic Toys (manus)
- 1993 – Arcade (manus)
- 1993 – Dollman vs. Demonic Toys
- 1994 – The Puppet Masters (manus)
- 1996 – The Crow: City of Angels (manus)
- 1998 – Dark City (manus)
- 1998 – Blade (manus)
- 2002 – ZigZag (regissör och manus)
- 2002 – Blade II (manus)
- 2004 – Blade: Trinity (regissör och manus)
- 2004 – Puppet Master vs Demonic Toys
- 2005 – Batman Begins (manus)
- 2008 – Jumper (manus)
- 2008 – The Dark Knight (manus)
- 2009 – The Unborn (regissör och manus)
- 2012 – Ghost Rider: Spirit of Vengeance (manus)
- 2012 – The Dark Knight Rises (manus)
- 2013 – Man of Steel (manus)
- 2014 – Godzilla (manus)

### TV-serier
- 1997 – Sleepwalkers (TV-serie) (exekutiv producent)
- 1998 – Nick Fury: Agent of S.H.I.E.L.D. (TV-serie) (manus)
- 2000 – FreakyLinks (TV-serie) (skrev första avsnittet)
- 2005 – Threshold (TV-serie) (regisserade första avsnittet)
- 2006 – Blade: The Series (TV-serie) (exekutiv producent och manus)
- 2009 – FlashForward (TV-serie) (exekutiv producent och manus)
- 2013 – Da Vinci's Demons (TV-serie) (exekutiv producent och manus)